# Chaetodon rafflesii
Chaetodon rafflesii es una especie perteneciente al género Chaetodon. Se encuentra en la zona Indo-Pacífica, desde el sur de Japón hasta la Gran Barrera Coralina.
Estos peces viven en parejas en lagunas y en las costas de poca profundidad ricas en arrecifes coralinos. Sus alimentos más acostumbrados son las anémonas o los pólipos de octocorales.